# Rafael Alberto Luongo
Rafael Alberto Luongo (nacido el 14 de febrero de 1964 en Morón, Buenos Aires, Argentina) es un exfutbolista argentino. Jugaba de defensor y su primer club fue el San Lorenzo.

## Carrera
Comenzó su carrera en 1984 jugando para el Deportivo Morón. Jugó en el equipo hasta 1986, siendo transferido al San Lorenzo de Almagro, en donde jugó hasta el año 1987. En ese año se transforma en el nuevo refuerzo del Deportivo Español, en donde juega durante 8 años (1987-1995). En ese año fue cedido al Quilmes AC, en donde juega hasta 1996. Ese año se traslada a Sportivo Italiano, en donde se mantuvo hasta el año 1997. Ese año pasó al Chacarita Juniors. Se mantuvo firme en el equipo funebrero hasta 1998. Al año siguiente pasó a formar parte del plantel de Ituzaingó. Finalmente, en 2001 se retira del fútbol jugando para ese club.

## Clubes
| Club              | País      | Año       |
| ----------------- | --------- | --------- |
| CD Morón          | Argentina | 1984-1986 |
| San Lorenzo       | Argentina | 1986-1987 |
| Deportivo Español | Argentina | 1987-1995 |
| Quilmes AC        | Argentina | 1995-1996 |
| Sportivo Italiano | Argentina | 1996-1997 |
| Chacarita Juniors | Argentina | 1997-1998 |
| Ituzaingó         | Argentina | 1999-2001 |